# Engesund
Engesund est une île norvégienne dans le comté de Hordaland. Elle appartient administrativement à Fitjar.

## Géographie
Rocheuse et couverte d'arbres, elle s'étend sur environ 677 m de longueur pour une largeur approximative de 254 m. 